# Зіна Бетьюн
Зіна Бетьюн (англ. Zina Bethune; 17 лютого 1945, Нью-Йорк, США — 12 лютого 2012, Лос-Анджелес, Каліфорнія, США) — американська акторка, танцівниця і хореографиня.

## Життєпис
Зіна Бетьюн народилася 17 лютого 1945 року в Стейтен-Айленді, Нью-Йорк (США) в сім'ї скульптура і живописця Вільяма Чарльза Бетьюна (пом. 1950) і акторки Айві Бетьюн (нар.1918). Бетьюн, починаючи з 1971 року, була пасербицею актора Стюарта Ланкастера (1920—2000), який помер у грудні 2000 року у 80-річному віці після 29-ти років шлюбу з матір'ю Зіни.
27 грудня 1970 року Зіна пошлюбила актора Шона Філі і була з ним до своєї смерті в лютому 2012 року.

### Кар'єра
Займатися бальними танцями розпочала у віці 6 років у Школі американського балету Джорджа Баланчина.
Знімалася в кіно в 1956—2006 роки. Її першою роботою в кіно була роль Робін Ленг у мильній опері «Дороговказне світло», в якій вона знімалася впродовж 1956—1958 років. Останньою роботою в кіно була роль Еви у фільмі 2006 року «Крила спадку». Всього Бетьюн зіграла у фільмах і телесеріалах 30 ролей.
1987 року була хореографкою телесеріалу «Лускунчик: Гроші, божевілля і вбивство».
Бувши танцівницею, Зіна навчала танців дітей-інвалідів у Південній Каліфорнії.

### Смерть
У ніч на неділю 12 лютого 2012 року Зіна Бетьюн, їдучи на своєму автомобілі в Гриффіт-парку в Каліфорнії, побачила, що водій іншого автомобіля збив тварину. Коли Бетьюн зупинила машину і вийшла перевірити стан постраждалої тварини, інший автомобіль збив її. 66-річна акторка перелетіла на інший бік дороги, після чого ще один автомобіль протягнув її по дорозі близько 200 метрів.
Померла о 12:05 того ж дня, не доживши 5 днів до свого 67-річчя.

## Вибрана фільмографія
Акторка
| Рік       |   | Українська назва        | Оригінальна назва              | Роль       |
| --------- | - | ----------------------- | ------------------------------ | ---------- |
| 1956—1958 | с | Дороговказне світло     | The Guiding Light              | Робін Ленг |
| 1967      | ф | Хто стукає в мої двері? | Who's That Knocking at My Door | Дівчина    |
| 2006      | ф | Крила спадку            | Wings of Legacy                | Ева        |

Хореографиня
- 1987 — «Лускунчик: Гроші, безумство і убивство»/Nutcracker: Money, Madness & Murder